# 特倫斯·曼恩
特倫斯·斯坦利·曼恩（英語：Terance Stanley Mann，1996年10月18日—），職業籃球運動員，出生於美國紐約布魯克林，場上位置為得分後衛或小前鋒。現效力NBA布魯克林籃網。

## 職業生涯

### 洛杉磯快艇（2019-2025）
曼恩在2019年NBA選秀中第二輪第48順位被洛杉磯快艇選中。2019年7月9日，快艇宣布簽下曼恩。
2021年6月19日，在西部區半決賽第6場以131比119擊敗猶他爵士的比賽中，曼恩三分球10投7中得到職業生涯最高的39分，帶領快艇首度進入西區冠軍賽。

### 亞特蘭大老鷹（2025）
2025年2月6日，洛杉磯快艇將特倫斯·曼恩及博恩斯·海蘭德交易至亞特蘭大老鷹得到了波格丹·波格丹諾維奇。

### 布魯克林籃網（2025-）
2025年6月25日，賽季剛結束兩天，特倫斯·曼恩在一場為完成波爾辛吉斯的三方交易中，作交易籌碼，被送往布魯克林籃網。